# Vallda
Vallda – miejscowość (tätort) w Szwecji, w regionie administracyjnym (län) Halland, w gminie Kungsbacka.
Według danych Szwedzkiego Urzędu Statystycznego liczba ludności wyniosła: 3929 (31 grudnia 2015), 3996 (31 grudnia 2018) i 3978 (31 grudnia 2019).